# 시민여객 (전북)
시민여객(市民旅客)은 전북특별자치도 전주시의 시내버스 업체이다. 주사무소는 전라북도 전주시 덕진구 고내천변로 32-9 (송천동2가)에 있다. 부산광역시의 시내버스 회사인 시민여객과는 이름만 같을 뿐 아무 관련이 없다.

## 역사
1992년 5월 1일 전북여객(현 전북고속) 완주영업소가 풍남여객(豊南旅客)으로 분리 창업하였으며, 2008년 현재의 사명으로 변경하였다. 2013년 1월부터 본사를 장동 491-2번지에서 현 위치로 이전하였다.

## 운행 노선
전주시내 5개 업체중 유일하게 완주군 농어촌버스 면허를 보유하고 있는 업체로, 완주군의 고산면 이북 지역의 노선을 독점 운행하고 있다.
전주시내 및 순환 노선에는 모두 타 업체와 함께 공동 배차에 참여하고 있으며, 전일여객, 성진여객, 제일여객, 호남고속과 함께 1달 간격으로 순환하면서 배차에 참여하고 있다.

## 주요 운용 차종

#### 자일대우버스
- 자일대우 레스타

#### 현대자동차
- 현대 뉴 카운티
- 현대 카운티 뉴 브리즈
- 현대 그린시티
- 현대 뉴 슈퍼 에어로시티
- 현대 저상 뉴 슈퍼 에어로시티
- 현대 일렉시티